# Łososina
Łososina este o arie protejată (sit de importanță comunitară — SCI) din Polonia întinsă pe o suprafață de 345,39 ha, integral pe uscat.

## Localizare
Centrul sitului Łososina este situat la coordonatele 49°45′24″N 20°38′35″E / 49.7568°N 20.643°E.

## Înființare
Situl Łososina a fost declarat sit de importanță comunitară în octombrie 2009 pentru a proteja 4 specii de animale.

## Biodiversitate
Situată în ecoregiunile alpină și continentală, aria protejată conține 3 habitate naturale: Râuri de munte și vegetația erbacee de pe malurile acestora, Râuri de munte și vegetația lor lemnoasă cu Salix elaeagnos, Păduri aluvionare cu Alnus glutinosa și Fraxinus excelsior (Alno-Padion, Alnion incanae, Salicion albae).
La baza desemnării sitului se află mai multe specii protejate:
- amfibieni (1): izvoraș-cu-burta-galbenă (Bombina variegata)
- mamifere (2): castor (Castor fiber), vidră de râu (Lutra lutra)
- pești (1): Barbus carpathicus

Pe lângă speciile protejate, pe teritoriul sitului au mai fost identificate 2 specii de pești.